# Метафосфат кальция
Метафосфат кальция — неорганическое соединение,
соль кальция и метафосфорной кислоты с формулой Ca(PO3)2,
бесцветные кристаллы,
не растворяется в воде.

## Физические свойства
Метафосфат кальция образует бесцветные кристаллы
моноклинной сингонии,
пространственная группа P 21/a,
параметры ячейки a = 1,6960 нм, b = 0,77144 нм, c = 0,69963 нм, β = 90,394°, Z = 8 .
Не растворяется в воде.